# Tipula (Nippotipula) susurrans
Tipula (Nippotipula) susurrans is een tweevleugelige uit de familie langpootmuggen (Tipulidae). De soort komt voor in het Oriëntaals gebied.